# المپیک رپ
المپیک رپ رویدادی است مرتبط با موسیقی رپ بداهه‌سرایی که به ماه مارس سال ۱۹۹۳ و در نیوجرسی ایالات متحده آمریکا و توسط کمپانی گریگوری توماس آو نوبیان رکوردینگز (Gregory Thomas of Nubian Recordings) که در ابتدا تنها سه ایالت پنسیلوانیا، نیوجرسی و نیویورک در آن شرکت داشتند، پایه‌گذاری شد.

## تاریخچه
نسختین المپیک رپ در باشگاه زنزیبار (club zanzibar) در نووارک واقع در ایالت نیوجرسی و به سال ۱۹۹۳ برگزار شد. بعدها گونه دیگری از این مراسم در فرودگاه بین‌المللی لس آنجلس به تاریخ ۲۴ ماه اکتبر سال ۱۹۹۷ برگزار شد. به برنده این المپیک مبلغ ۵۰۰ دلار و یک ساعت رولکس اهدا می‌شد. در سال ۱۹۹۷ رپ‌کنی به نام آدِروایز Otherwize  برنده شد و امینم نیز مقام دوم را کسب کرد.
المپیک رپ در سال ۲۰۰۷ دوباره احیا شد.